# De mulieribus claris

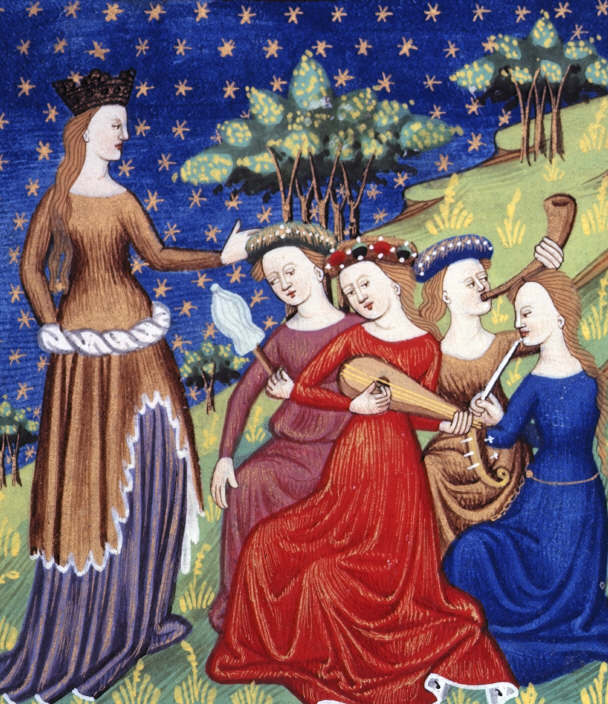
Miniatura en colores y oro creada por el maestro Talbot en 1440 para el libro De Claris Mulieribus. En ella se representa a la emperatriz Julia Soemia frente a cuatro mujeres músicas. La obra se conserva en el Museo Británico.

De mulieribus claris o De claris mulieribus (en latín, significa literalmente «Acerca de las mujeres ilustres») es una colección de biografías de mujeres históricas y míticas escrita por el autor florentino Giovanni Boccaccio; fue completada entre 1361 y 1362. 
Destaca por ser el primer libro de la literatura occidental dedicado exclusivamente a biografías de mujeres.

## Propósito

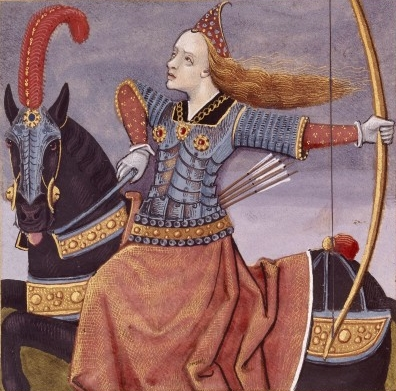
Pentesilea, ilustración del siglo XV en De mulieribus claris conservado en La biblioteca nacional de Francia en París.
BnF Français 599, fol.27v

Boccaccio declaró haber escrito el libro para preservar la memoria de 106 mujeres famosas, sin importar si habían sido buenas o malas. Creía que contar los hechos de mujeres malvadas sería compensado por la exhortación a la virtud que supondría narrar los de las buenas. Señaló en el prefacio que tal combinación de todos los tipos de mujeres alentaría la virtud y frenaría el vicio.

## Resumen
El autor declara en el prefacio que esta colección de 106 biografías cortas (104 capítulos) femeninas era la primera muestra de literatura occidental dedicada única y exclusivamente a las mujeres.
Otras obras, como Acerca de los hombres ilustres (De viris illustribus), de Suetonio, y De casibus virorum illustrium, del mismo Boccaccio, contenían una mezcla de mujeres y hombres ilustres; De viris illustribus, de San Jerónimo, era una compilación de biografías exclusivamente de hombres.

## Desarrollo

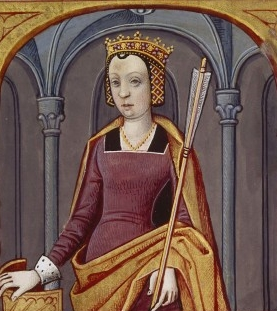
Opis, esposa de Saturno.
BnF Français 599, fol.7

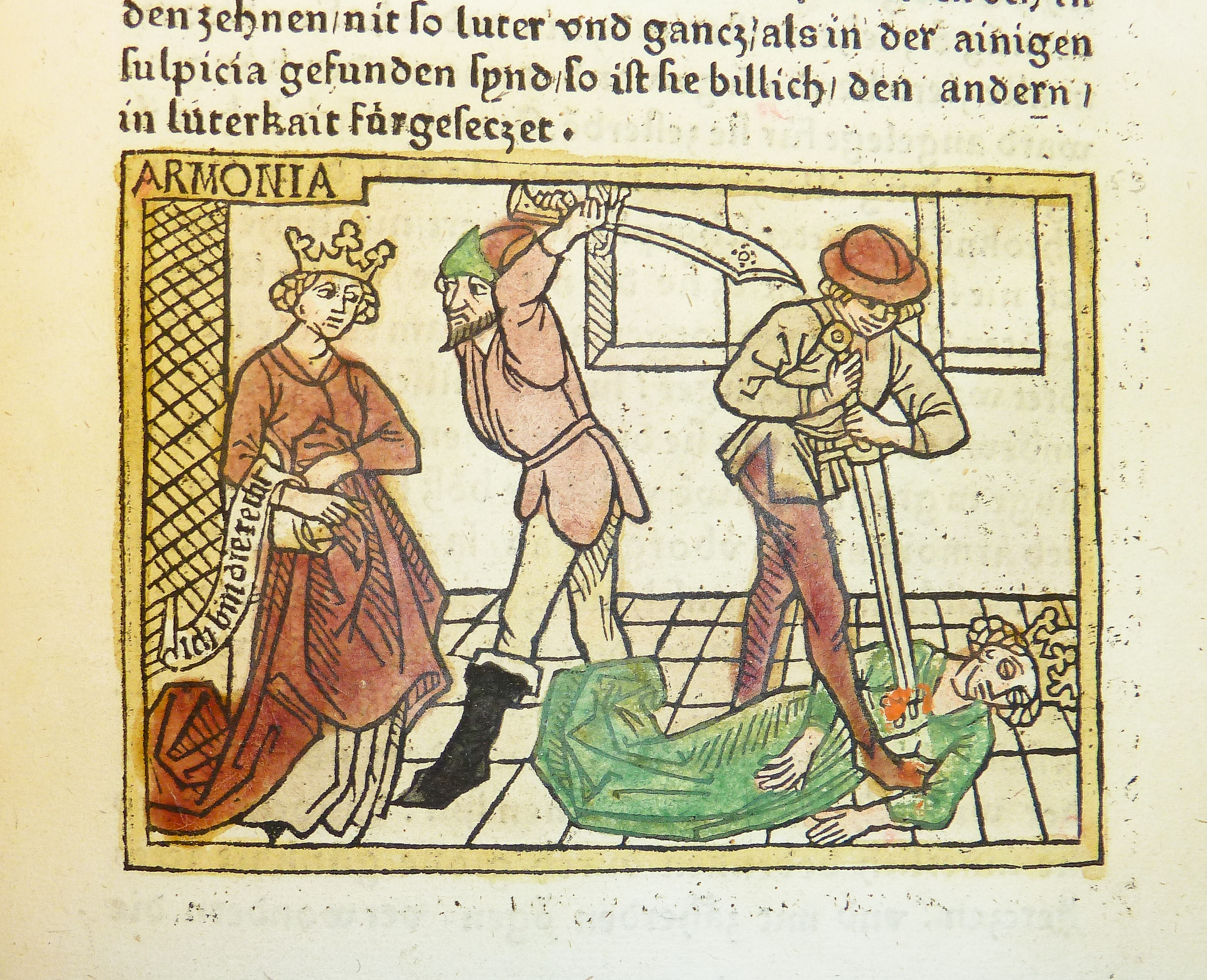
Xilografía de la muerte de Harmonia de Siracusa y su cuerpo doble, antes y después, tomado de la versión de c. 1473 de Ulm.
Inc B-720, fol. 93

Se considera que Boccaccio escribió esta obra en Certaldo, probablemente entre el verano de 1361 y el de 1362, pero tal vez lo hiciera después, hasta diciembre de 1362. Dedicó la obra a Andrea Acciaioli, condesa de Altavilla, Nápoles al final de 1362, aunque continuó revisándola hasta su muerte en 1375. Con todo, Andrea Acciaioli no fue su primera opción; anteriormente se había planteado dedicar la obra a Juana I de Nápoles, pero posteriormente decidió que un libro pequeño no sería digno de una persona de tanta importancia.
Hay más de 100 manuscritos supervivientes de la obra que demuestran que De mulieribus claris se encontraba "entre los libros más populares en la última etapa de producción de los libros manuscritos". Boccaccio trabajó en este libro con dedicación, creando varias versiones, ediciones y reajustes en los últimos veinte años de vida: varios estudios han identificado al menos nueve etapas en el desarrollo de esta obra. A finales del siglo XIV, tras la muerte de Boccaccio, su amigo el maestro Donato degli Albanzani recibió una copia que posteriormente tradujo del latín al italiano.

## Contenido

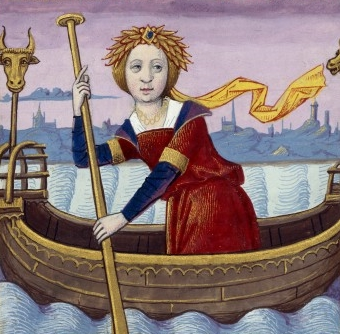
Isis de Egipto

De mulieribus claris consta de 106 biografías de mujeres: unas, históricas; otras, míticas; y otras, contemporáneas del autor. Estas breves historias siguen los mismos patrones utilizados en otras obras como las del tipo De viris illustribus, empezando con el nombre de la persona, luego de sus padres o antepasados, seguidos de su rango o posición social, y finalmente la razón general acerca de su notoriedad o fama y detalles relacionados. Esto es a veces seguido de una lección filosófica o inspiradora al final de la biografía.
Las únicas fuentes que indica el autor son San Pablo, la Biblia, La ciudad de Dios de San Agustín y San Jerónimo. La redacción de la obra proporciona pistas sobre dónde más pudo obtener la información: se observan similitudes con las obras de Valerio Máximo, Plinio el Viejo, Tito Livio, Ovidio, Suetonio, Estacio, Virgilio, Lactancio, Paulo Orosio, y Marco Juniano Justino.

## Influencia
De mulieribus claris inspiró a Christine de Pisan l obra La ciudad de las damas, escrita en 1405. 

### Traducciones
A comienzos del siglo XV, Antonio di S. Lupidio hizo una traducción de la obra y Laurent de Premierfait la publicó en francés, llamándola Des cleres et nobles femmes.

### Obras derivadas
Las biografías de Boccaccio inspiraron a Álvaro de Luna para escribir en español De las virtuosas y claras mujeres. En 1494 el excelente editor Paulo Hurus, alemán de Constancia, imprimió en Zaragoza "Johan Boccaccio, De las mujeres ilustres en romance".
Thomas Elyot escribió su "Defensa de las Mujeres Buenas". Mientras que Alonso de Cartagena escribió "De las mujeres ilustres". Giovanni Sabbadino degli Arienti escribe "Gynevera de la clare donne".  Iacopo Filippo Bosque escribe "De plurimis claris selectisque mulierbus"
y Jean Lemaire escribe "Couronne margaritique".
En Inglaterra, varios trabajos de Edmund Spenser utilizaron De Mulieribus Claris de Boccaccio como fuente de inspiración y el libro de las mujeres famosas también influyó a Geoffrey Chaucer en su "Leyenda de Mujeres Buenas" y a "Cuentos de Canterbury" (1387-1400).
A inicios del siglo XVI, Henry Parker (décimo Barón de Morley) tradujo más de la mitad de la obra al inglés y se la dedicó a Enrique VIII. En el siglo XVI, fueron publicadas varias traducciones italianas, realizadas por Luca Antonio Ridolfi y Giuseppe Betussi.
En Alemania, De mulieribus claris fue ampliamente distribuido como manuscrito. El primer libro impreso del original en lengua latina fue producido en 1473 en el taller del impresor alemán Johann Zainer y su impresión fue decorada con xilografías en miniatura. Esta edición de 1473 fue la primera impresión en versión latina. 
La traducción alemana de Heinrich Steinhöwel fue impresa y publicada, también por Zainer, en 1474. El libro se volvió tan popular que en los siguientes siglos las traducciones de Steinhöwel fueron reeditadas seis veces. Steinhöwel había añadido relevancia geográfica al colocar las amazonas en Suabia. La única versión latina completa del siglo XVI que sobrevive es la producida por Matthias Apiarius impresa alrededor  de 1539.

## Mujeres famosas

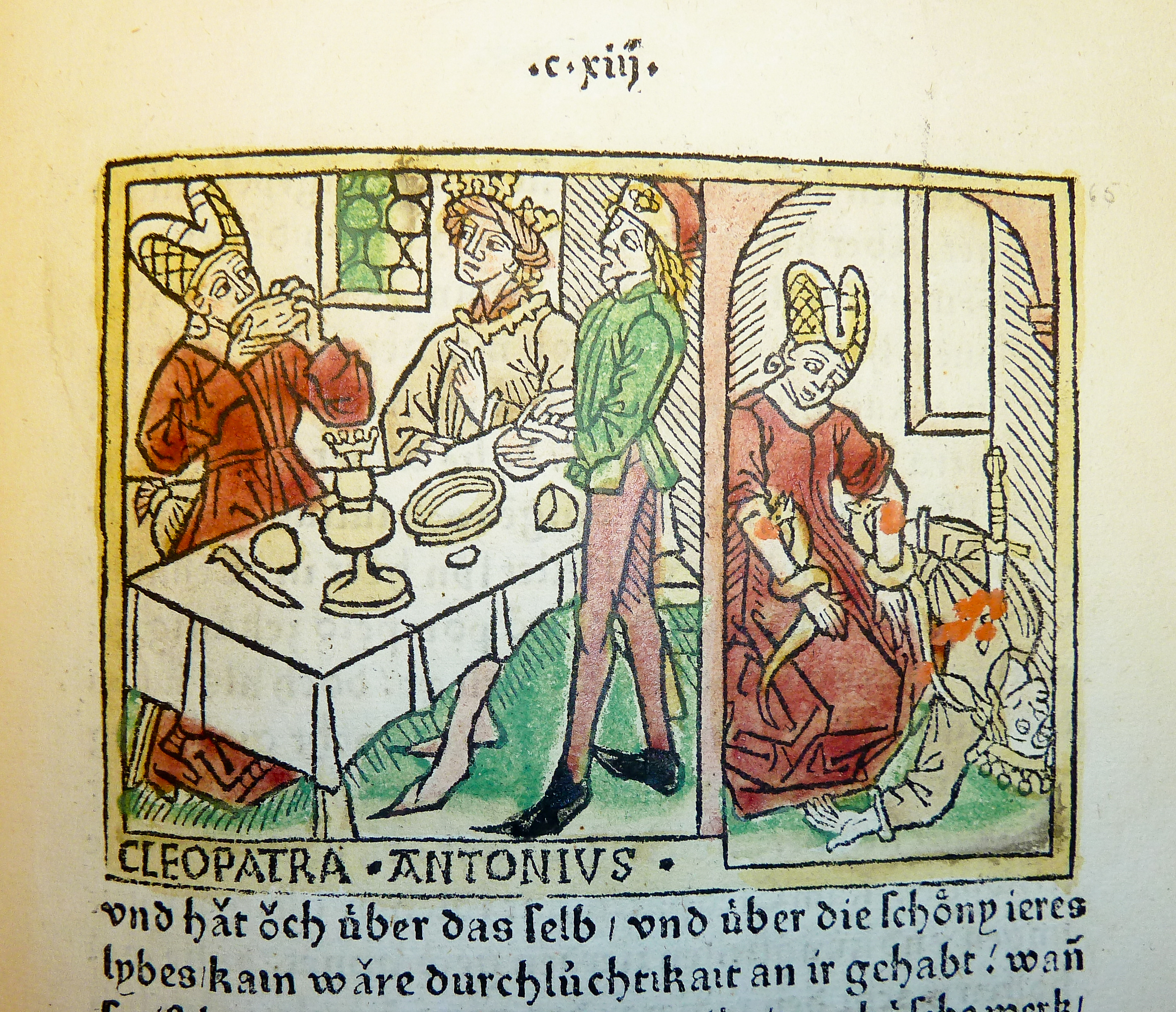
El Banquete de Cleopatra y Antonio en una xilografía de una versión de 1479 del libro de Boccaccio De mulieribus claris, publicada en Ulm (Alemania), en la que se describen los suicidios de Muerte de Cleopatra #Cleopatra y Marco Antonio

- 1. Eva, la primera mujer según la Biblia.
- 2. Semíramis, legendaria reina babilonia.
- 3. Ops, diosa romana de la fertilidad, esposa del dios Saturno.
- 4. Juno, diosa romana del matrimonio y reina de los dioses.
- 5. Ceres, diosa romana de la agricultura, las cosechas y la fecundidad, quien enseñó a los hombres el arte de cultivar la tierra, de sembrar, recoger el trigo y elaborar pan, lo que hizo que fuese considerada diosa de la agricultura (su equivalente en la mitología griega era Deméter). Fue hija de Saturno y Ops y madre de Proserpina. Era hermana de Juno, Vesta, Neptuno, Plutón y Júpiter. En su honor se celebraban a mediados o finales de abril las cerealias donde los participantes vestían ropas blancas, durante estas fiestas se celebraban en época del imperio los Ludi Cereales o "Juegos de Ceres" en el Circo Máximo, que también incluían los ludi circenses o "juegos de circo", a estos se les añadió alrededor del 175 a. C.. los ludi scaenici, las cuales eran representaciones teatrales, que tenían lugar entre el 12 y el 18 de abril.
- 6. Minerva: Diosa romana de la sabiduría, las artes y la estrategia militar (equivalente romana de Atenea en la mitología griega), además protectora de Roma y patrona de los artesanos.
- 7. Venus: Diosa romana del amor, la belleza, el deseo, la sexualidad, la fertilidad, la prosperidad y la victoria.
- 8. Isis, reina de los dioses egipcios, fuerza fecundadora de la naturaleza, diosa de la maternidad y del nacimiento.
- 9. Europa, madre del rey Minos (legendario primer rey de Creta).
- 10. Libia, legendaria reina de la Antigua Libia.
- 11 y 12; Marpesia y Lampedo, legendarias reinas de las amazonas mitológicas.
- 13. Tisbe, legendaria dama mitológica, amante de Píramo.
- 14. Hipermnestra, mitológica reina de Argos, sacerdotisa de Juno.
- 15. Níobe, mitológica reina de Tebas.
- 16. Hipsípila, mitológica reina de Lemnos.
- 17. Medea, mitológica reina de la Cólquida.
- 18. Aracne, mitológica hábil tejedora que retó a Atenea a un concurso.
- 19 y 20. Oritía y Antíope, reinas de las amazonas mitológicas.
- 21. Sibila eritrea (o Herifilia), sibila de la antigüedad clásica que presidía el oráculo apolíneo en Eritras.
- 22. Medusa, era una gorgona, una diosa ctónica, que originalmente representaba el Poder y Sabiduría femenina.
- 23. Íole, era la hija de Éurito, rey de Ecalia, mencionada en la Biblioteca mitológica.
- 24. Deyanira, personaje principal en la tragedia griega Las traquinias, conducía un carro y practicaba el arte de la guerra. Era la esposa de Heracles en la mitología griega, (Hércules en la mitología romana).
- 25. Yocasta, reina de Tebas en la mitología griega, era esposa de Layo (héroe divino y rey de Tebas), con quien tuvo un hijo, Edipo. Después de la muerte de Layo, se casa sin saberlo con Edipo, es nombrada en la tragedia griega Edipo rey. Se suicidó tiempo después al saber que Edipo era su hijo y de que sus hijos Eteocles y Polinices se habían matado el uno al otro.
- 26. Sibila de Cumas (Deifebe o Almatea); Fue la sibila que presidía el oráculo apolíneo en Cumas.
- 27. Nicostrata o Carmenta, hija del rey Ionio. Diosa del parto y la profecía, asociada con la innovación tecnológica y con la protección de las madres y los niños, y patrona de las matronas. Se decía también de ella que había inventado el alfabeto latino.
- 28. Procris, hija de los reyes de Atenas Erecteo y Praxitea. Fue esposa de Céfalo. La versión más antigua de la historia de Procris proviene de Ferécides de Leros.
- 29. Argía, hija del rey Adrasto, y esposa de Polinices.
- 30. Manto, hija del profeta de Apolo Tiresias y madre de Mopso.
- 31. Las esposas de los Minias, que, al ver a sus maridos encarcelados, los visitaron e intercambiaron sus ropas, liberando así a sus esposos, pero quedando ellas presas en su lugar.
- 32. Pentesilea, era una reina amazona, hija del dios Ares y la reina amazona Otrera, y hermana de Hipólita. Fue madre del dios-río de Lidia, Caístro. Durante la Guerra de Troya, Pentesilea acudió a apoyar a los troyanos, en la lucha fue asesinada por Aquiles (quien luchaba con el bando griego y sus aliados), este último fue asesinado por Paris, un príncipe troyano.
- 33. Políxena, hija de Príamo (rey de Troya) y su segunda esposa Hécuba. Según un oráculo, Troya no sería derrotada si su hermano Troilo cumplía los veinte años de edad. Por lo que Aquiles les tendió una emboscada y asesinó a Troilo. Políxena lanzó sus joyas desde los muros de Troya y se ofreció como esclava de Aquiles a cambio de recuperar el cuerpo de Troilo. Posteriormente, mientras Aquiles se dirigía a encontrarse con Políxena en el templo de Apolo Timbreo, fue asesinado en una emboscada que le tendió Paris.
- 34. Hécuba, reina de Troya, fue esposa del rey Príamo con quien tuvo 19 hijos, entre ellos los príncipes Héctor, Paris y la profetisa Casandra.
- 35. Casandra, Hija del rey Príamo y la reina Hécuba, fue sacerdotisa de Apolo, con quien pactó, a cambio de un encuentro carnal, la concesión del don de la profecía. Sin embargo, cuando accedió a los arcanos de la adivinación, Casandra rechazó el amor del dios; este, viéndose traicionado, la maldijo escupiéndole en la boca: seguiría teniendo su don, pero nadie creería jamás sus pronósticos. Tiempo después, ante su anuncio repetido de la inminente caída de Troya, ningún ciudadano dio crédito a sus vaticinios. Ella, junto con Laocoonte, fueron los únicos que predijeron el engaño del Caballo de Troya.
- 36. Clitemnestra: Fue hija de los reyes de Esparta Leda y Tindáreo. Fue esposa de Tántalo y posteriormente de Agamenón, con quien tuvo cuatro hijos: Electra, Ifigenia, Orestes y Crisótemis.[21]
- 37. Helena de Troya: era la hija de Zeus y Leda, fue concebida la misma noche que Clitemnestra, pero el padre de la segunda fue Tindáreo. Fue pretendida por muchos héroes debido a su gran belleza. Fue esposa de Menelao rey de la Esparta micénica. Posteriormente fue seducida o raptada por Paris, príncipe de Troya, lo que originó la guerra de Troya, dando como resultado la victoria de los aqueos sobre Troya, la destrucción de la ciudad, la expulsión de sus habitantes, la muerte del rey Príamo, del príncipe Héctor y del príncipe Paris.
- 38. Circe: Fue una diosa y hechicera que vivió en la isla de Eea.[22] Era hija de Helios (el titán preolímpico del Sol) y la oceánide Perseis. Fue hermana de Pasífae y Eetes
- 39. Camila: Fue hija del rey Metabo, tirano de la ciudad de Priverno, y reina de los volscos.
- 40. Penélope: Fue hija de Peribea (una Náyade) y de Icario, un príncipe espartano y campeón de carreras, no permitía que nadie se casase con su hija Penélope a menos que el pretendiente le batiese en competición. Odiseo, rey de Ítaca (llamado Ulises en la mitología romana), luchó contra él y tras vencerlo,[23] Icario intentó persuadirlo para que la pareja permaneciese en Esparta, pero Odiseo se marchó con Penélope. Icario les siguió e imploró a su hija que se quedase, y Odiseo conminó a Penélope a elegir entre su padre y su marido. Penélope no respondió, pero modestamente cubrió su cara con el velo. Icario entendió correctamente que el gesto expresaba su deseo de ir con Odiseo y les dejó marchar. Tuvieron como hijo a Telémaco. Odiseo combatió 20 años en la guerra y al regresar su esposa no había tenido nuevo cónyuge.
- 41. Lavinia: Fue hija de Latino (rey de los latinos) y de Amata, a su vez fue nieta del profeta Fauno (también llamado Fatuo) y su abuela era nieta de la ninfa Marica. Fue esposa de Eneas y ambos reyes de Laurentum. Eneas fundó en su nombre la ciudad Lavinio. Posteriormente la ciudad Laurentum se unió con Lavinio formando la ciudad Lauro-Lavinium.[24]
- 42. Dido (también llamada Elisa de Tiro. Fue hija del rey Matán I y hermana de Pigmalión, quien la obligó a casarse con Acerbas sin saber que era para conocer donde guardaba su tesoro. Pigmalión envió dos sicarios a asesinar a Acerbas, posteriormente Dido huyó con su hermana y un grupo de doncellas ayudadas por los amigos de Acerbas, donde fue la reina fundadora de la ciudad de Cartago, hoy llamada antigua Cartago, inicialmente una colonia fenicia, donde hablaban púnico y desarrollaron la cultura púnica (la palabra latina punĭcus ‘púnico’ significaba «fenicio», término que deriva del griego Φοίνικες, phoínikes).
- 43. La Reina de Saba: personaje legendario, gobernante del Reino de Saba, el antiguo país de los sabeos que la arqueología presume[cita requerida] que estaba localizado en los actuales territorios de Etiopía y Yemen, cuyo centro de gobierno estaba ubicado en Marib. Su figura aparece en la Biblia, el Corán y en la historia de Etiopía. En la tradición etíope es llamada Makeda, mientras que en la tradición islámica (aunque no en el Corán) es conocida como Bilqis o Balkis. Otros nombres asociados a ella son Nikaule o Nicaula.
- 44. Pánfila fue hija de Platea, y nacida en la Isla de Cos. Se dice que fue la primera persona en hilar la seda, una sustancia natural producida por varios insectos. También inventó la técnica de preparar un hilo de algodón para hilar en una rueca. Pánfila desarrolló la técnica de tejer a partir del hilo de algodón.[25][26]
- 45. Rea Silvia, también conocida como Ilia. Fue hija de Numitor, rey de Alba Longa (quien era hijo de Eneas). Su tío Amulio desterró a Numitor, ascendió al trono y asesinó al hijo de Numitor. Amulio perdonó la vida de Silvia pero la obligó a convertirse en una virgen vestal, una sacerdotisa consagrada a la diosa Vesta. Las vestales debían guardar un periodo de celibato de treinta años por lo que Silvia no podría tener herederos. Sin embargo, el dios Marte se apareció en un sueño a Silvia y así tuvo relaciones sexuales con ella,[27] cuando la violó en un bosque. De esta violación nacieron los gemelos Rómulo y Remo. Cuando Amulio se enteró de esto, ordenó que Rea Silvia fuera enterrada viva y que se matara a los gemelos. El bondadoso siervo al que se le había ordenado la tarea dejó a los gemelos en el Tíber, pero no los asesinó. El dios del río los encontró y dejó al cuidado de una loba, Luperca,[28]
- 46. Tanaquil o Caya Cecilia. Fue la esposa de Lucio Tarquinio Prisco, a quien convenció para que se instalaran Roma, prometiéndole que reinaría en esta ciudad, lo que efectivamente sucedió después de la muerte de Anco Marcio. A la muerte de su esposo, maniobró para favorecer el entronamiento del sexto rey de Roma, Servio Tulio.
- 47. Safo de Mitilene: Fue una poetisa griega nacida en Mitilene, capital de Lesbos. Perteneció a una sociedad llamada Tíasos en donde se preparaba a las jóvenes para el matrimonio. Más adelante conforma la llamada «Casa de las servidoras de las Musas». Allí sus discípulas aprendían a recitar poesía, a cantarla, a confeccionar coronas y colgantes de flores, etc. Ella escribió el Himno en honor a Afrodita, su poema más conocido, compuesto por siete estrofas sáficas utilizando métrica grecolatina. Los comentaristas griegos la incluyeron en la lista de los «nueve poetas líricos». Platón la catalogó como "la décima Musa".[29]
- 48. Lucrecia: Fue hija del ilustre romano Espurio Lucrecio Tricipitino, contrajo matrimonio con Lucio Tarquinio Colatino. Fue víctima de una violación perpetrada por Sexto Tarquinio, hijo de Lucio Tarquinio. Este ultraje y el posterior suicidio de Lucrecia, influyeron en la caída de la monarquía, cambiando la forma de gobierno romana de reino a república.
- 49. Tomiris: Reina de los masagetas, un pueblo escita formado por una confederación de tribus de Asia Central, al este del mar Caspio, en partes de lo que hoy forman los estados de Turkmenistán, Afganistán, oeste de Uzbekistán, y sur de Kazajistán. Derrotó al rey de los persas, Ciro, y como él murió en el combate, ella hizo llenar de sangre un odre y, sumergiendo en su interior la cabeza del rey, exclamó: «¡Ahora, según te amenacé, te hartaré de sangre!». Al parecer, Tomiris fundó en la costa de Rumanía una ciudad que llevaba su nombre: Tomis o Tomi, la actual Constanza.
- 50. Leena: Fue una hetera que tenía trato con Harmodio y Aristogitón, que mataron a Hiparco de Atenas. Luego de la muerte de Hiparco, su hermano Hipias torturó a Leaena hasta la muerte, porque sabía que ella era amante de Harmodio, o de Aristogitón, o de ambos, por lo que sostuvo que no era posible que no supiera sobre la conjura.
- 51. Atalía: fue esposa del rey Joram de Judá, rey de Jerusalén.
- 52. Clelia: según la leyenda, era una de las cien vírgenes romanas que Roma había dado al rey etrusco Lars Porsena a cambio de que levantara el asedio a la ciudad. Clelia escapó, pero el cónsul romano la entregó nuevamente. En algunas versiones Porsena admiró el patriotismo de Clelia y liberó a las doncellas y se casó con ella, Roma por su parte le hizo una estatua montada a caballo y la colocó en la Vía Sacra.
- 53. Hipona: fue una mujer griega de la que escribió Valerio Máximo en el libro nueve de su serie Hechos y dichos memorables, donde la muestra como un ejemplo foráneo de castidad, al lanzarse al mar y morir luego de ser secuestrada por una flota enemiga, su cuerpo fue llevado por el mar a la ciudad de Eritras (Jonia)
- 54. Megulia Dotata: hija de Cneo Cornelio Escipión Calvo, fue llamada Dotata porque dio como dote a su marido 50.000 monedas de bronce, cuando lo normal era dar como dote 50 mil monedas de bronce.
- 55. Veturia: Fue madre de Cayo Marcio Coriolano. Cuando su hijo amenazó la ciudad de Roma al mando de un ejército formado por los enemigos volscos, Veturia salió a las puertas de la ciudad, se arrojó a los pies de su hijo, y le recriminó por lo que estaba a punto de hacer. Veturia estuvo acompañada por su nuera Volumnia, esposa de Coriolano. Cuando el renegado vio a su madre, se acercó a ella, abrazándola. Finalmente fue convencido por ambas mujeres para que cesara en su empeño de atacar su patria, y el ejército se retiró hacia el territorio volsco.[30][31]
- 56. Timarete o Tamaris: Pintora griega, hija del pintor y escultor Micón el Joven.[32] considerada como la primera pintora registrada en la historia y una de las seis mujeres artistas de la antigüedad mencionadas por Plinio. Según el científico y militar Plinio el Viejo, ella "despreció los deberes de las mujeres y practicó el arte de su padre." En tiempos de Arquelao I de Macedonia fue conocida por pintar un panel de la diosa de Diana en Éfeso.[33] Habría pintado con cera y témpera creado retratos y bodegones en paneles de madera. Fue una de las seis mujeres artistas de la antigüedad mencionada en Naturalis historia de Plinio publicada en el año 77.
- 57. Artemisia: Su padre fue Ligdamis I,[34] sátrapa de Halicarnaso, entonces capital de Caria, de la que ella sería reina. Luchó a favor de la causa de su señor Jerjes I, Gran Rey de Persia, contra las polis griegas en la Segunda Guerra Médica.[35] Dirigió en persona a sus cinco barcos en las batallas navales de Artemisio[36] y Salamina, libradas en el año 480 a. C. Conocemos su existencia por los escritos del historiador griego Heródoto, que afirma que ella era la única líder militar del bando persa y elogia su iniciativa y valentía, así como el respeto que Jerjes le tenía.[37]
- 58. Virginia: Joven legendaria de quien escribe Tito Livio en su libro Ab Urbe condita. Era hija del centurión Virginio. En el año 451 a. C., Apio Claudio Craso, el principal de los decenviros, empezó a codiciar a Virginia, que estaba prometida a Lucio Icilio, un antiguo tribuno de la plebe; cuando ella rechazó a Claudio, este hizo que uno de sus clientes, Marco Claudio, reclamara que ella era su esclava. Marco Claudio secuestró a Virginia mientras iba de camino a la escuela. La multitud del Foro se opuso a esta acción, pues tanto Virginio como Icilio eran muy respetados, y forzó a Marco a llevar el caso ante los decenviros, que estaban encabezados por el propio Apio Claudio. Virginio fue llamado para defender a su hija e Icilio. Virginio agarró un cuchillo y apuñaló a Virginia en el templo de Venus Cloacina, el único camino que encontró para mantener la libertad de ella. Virginio e Icilio fueron arrestados; sus seguidores volvieron a atacar a los lictores y destruyeron sus fasces. Esto llevó a derrocar a los decenviros y a restablecer el sistema anterior en la República Romana. Su historia es similar a la de Lucrecia.
- 59. Irene: Fue una pintora de quien escribió Plinio el Viejo en su libro Historia Natural. Fue hija de Nearco, quien era uno de los oficiales y hetairos de Alejandro Magno.
- 60. Leontion, también conocida como Leoncia, Leontia o Leontario: Fue una filósofa griega epicúrea. Fue una alumna de Epicuro y su filosofía. Fue la compañera sentimental de Metrodoro de Lámpsaco (el joven).
- 61. Olimpia de Epiro: Reina de Macedonia, esposa del rey Filipo II. Era hija del rey Neoptólemo I (rey de Epiro) y madre de Alejandro Magno y de Cleopatra de Macedonia.
- 62. Claudia: Fue hija de Apio Claudio Pulcro y una virgen vestal que acompañó a su padre electo cónsul, quien tras ser electo una multitud en la tribuna le obstaculizaba llegar al Capitolio por lo que Claudia lo escoltó hasta este.
- 63. Virginia: Fue hija de Aulo Virginio y esposa del cónsul Lucio Volumnio Flama quien era plebeyo, al año siguiente de su boda las matronas patricias evitaron su acceso a los sagrados derechos de la Pudicitia, la diosa de la modestia, argumentando que ella había deshonrado a su familia casándose con un plebeyo, por lo que fue expulsada del templo, lo que pasó a ser una norma para mujeres en similares circunstancias.
- 64. Flora (mitología): Era la diosa romana de las flores, los jardines y de la primavera (Su equivalente en la mitología griega era Cloris). En su honor se celebraba el 28 y 29 de abril las Floralias a partir de la cual se celebraban durante seis días los Juegos Florales, que al ser días festivos o Ludi ningún negocio se llevaba a cabo en estas fechas y las personas vestían ropas de diversos colores.
- 65. Una mujer noble romana: Una ciudadana romana cuya madre había sido condenada a muerte y el carcelero había prefirido dejarla morir de hambre, y ella la visitaba y le daba teta. Enterado de ello el triunviro, se lo dijo al pretor, y éste al cónsul de la ciudad. Al final, un general anuló el castigo, por la devoción de la hija.[38]
- 66. Iaia de Cícico, también llamada Marcia, nació en Cícico, fue una famosa pintora romana y grabadora en marfil, fue contemporánea de Marco Terencio Varrón, se dice que la mayoría de sus pinturas fueron sobre mujeres. Se dice que trabajaba más rápido y pintaba mejor que sus colegas masculinos Sopolis y Dyonisios, quienes le permitieron ganar más que ellos. Es una de las seis mujeres artistas de la antigüedad mencionadas por Plinio el Viejo en su obra Naturalis historia, las otra cinco artistas fueron Timarete, Irene, Calipso, Aristarete y Olimpia.
- 67. Sulpicia: Fue hija de Servio Sulpicio Paterculo, seleccionada entre 100 mujeres romanas candidatas a hacer la dedicatoria a Venus Verticordia (que cambiaba los corazones de la lujuria a la castidad) mediante un método expuesto en los libros sibilinos. Fue esposa de Quinto Fulvio Flaco, uno de los más exitosos militares y políticos de la República Romana.
- 68. Harmonía: Fue una joven siciliana hija de Gelón II de Siracusa, hijo del rey Hierón II. Fue esposa de Themistio. La gente de Siracusa se rebeló contra la familia real, asesinaron a Themistio y Andronodoro, también a sus nueras, Gelo e Hiero, luego asesinaron a sus esposas, cuando se dirigían a asesinar a Harmonia, su niñera encontró una muchacha de la misma edad y apariencia de Harmonia que estaba de acuerdo en hacerse pasar por ella, luego del asesinato de la sustituta, Harmonia rompió en llanto y se suicidó.
- 69. Paulina Busa: Fue una mujer noble nacida en Cannas, ciudad de Apulia. En el 216 a. C., durante la segunda guerra púnica, Aníbal, quien luchaba al mando del ejército del estado púnico saqueaba el sur de Roma, cuando llegó a Canosa di Puglia y aniquiló a las fuerzas romanas; unos diez mil hombres escaparon al baño de sangre huyendo en la noche, los fugitivos llegaron a Canosa. Paulina Busa los ayudó, proveyendo de lo que necesitaban, recibiéndolos en su casa, buscando doctores y equipos médicos y cuidando a los heridos. Actualmente hay una casa en las ruinas romanas que los lugareños dicen perteneció a Paulina Busa, la mujer noble que ayudó a los soldados italianos.
- 70. Sofonisba: Mujer noble de Cartago, hija del general Asdrúbal Giscón y esposa del rey Masinisa, primer rey de Numidia. Se suicidó antes de ser humillada en un Triunfo romano.
- 71. Teóxena: Fue hija del príncipe Heródico, y esposa de Poris; mataron a sus hijos y luego se suicidaron para evitar ser víctimas del rey Filipo V de Macedonia.
- 72. Laodice de Capadocia: Fue princesa del Reino del Ponto, hermana del rey Mitrídates VI, esposa de Ariarates VI y reina de Capadocia.
- 73. Quiomara: Fue esposa de Ortiagón (jefe de los tectósagos).
- 74. Emilia Tercia: Fue hija de Lucio Emilio Paulo y esposa de Escipión el Africano.
- 75. Dripetrua, hija del rey Mitrídates VI y su hermana-esposa Laodice. Durante la Tercera guerra mitridática, Menophilus (el eunuco que la protegía) la asesinó para evitar su captura por parte de los romanos.
- 76. Sempronia, hermana de Tiberio y Cayo Sempronio Graco, y esposa del militar y político Escipión Emiliano.
- 77. Claudia Quinta: Castissima femina (muy pura o virtuosa mujer) de Roma, quien junto a Publio Cornelio Escipión Nasica trajeron a la diosa Cibeles de Grecia a Roma, durante los últimos años de la segunda guerra púnica contra Cartago, en obediencia a las profecías de los Libros sibilinos y del Oráculo de Delfos.
- 78. Hipsicratea: Sexta esposa de Mitrídates VI del Ponto, reina, pues, del Ponto.
- 79. Sempronia:[39] Hija del político romano Cayo Sempronio Graco, esposa de Fulvio Flaco, madre de Fulvia y sobrina de Sempronia (esposa de  Escipión Emiliano).[40]
- 80. Las esposas de los cimbros: Mataron a sus hijos para no verlos sometidos a la esclavitud, y esa misma noche prefirieron suicidarse antes que implorar a los romanos y que seducirlos.
- 81. Julia: Hija del dictador Julio César y de Cornelia. Fue la cuarta esposa de Pompeyo. Falleció junto a su hijo durante el parto.
- 82. Porcia: hija de Catón el Joven; fue esposa de Marco Calpurnio Bíbulo y posteriormente de Marco Junio Bruto, y se suicidó tragándose unas brasas luego de la muerte de su esposo.
- 83. Curia: famosa por su bravura y devoción, fue esposa del cónsul romano Quinto Lucrecio
- 84. Hortensia: Hábil oradora, hija de Quinto Hortensio, si bien tuvo acceso a la literatura griega y latina, se enfocó en la retórica. Uno de sus discursos más famosos fue el que defendió a las mujeres romanas ante el cobro de impuestos durante el Segundo Triunvirato, durante el cual intentaron bajarla de la Rostra, aun así su discurso hizo que al día siguiente se eliminaran parcialmente los impuestos a las mujeres romanas.
- 85. Sulpicia:[41] esposa de Léntulo Trustelión (o Cruscelión), al que siguió al destierro.[42]
- 86. Cornificia: poeta romana, tal vez hermana de Cornificio.[43]
- 87. Mariamna I: Fue una princesa asmonea y la segunda esposa de Herodes I el Grande.
- 88. Cleopatra (Cleopatra VII Thea Filopátor): Durante su infancia fue discípula de Filóstratos, de quien aprendió las artes griegas de la oratoria y la filosofía, se cree que estudio en el Museion. Fue reina de Egipto y a su vez el último gobernante de la Dinastía ptolemaica del Período helenístico de Egipto. Su lengua materna era la Koiné griega pero fue la única de los soberanos ptolemaicos en tomarse la molestia de aprender el idioma egipcio.
- 89. Antonia: Fue la hija menor de Marco Antonio, dueña de propiedades en Italia, Grecia y Egipto. Fue una mujer rica e influyente. Fue esposa del general Druso, madre del general Germánico, de la dama Livila y del emperador Claudio, y abuela del emperador Calígula.
- 90. Agripina la Mayor: Emperatriz romana, reinó entre 14 a. C. y 33 d. C. Fue esposa de Julio César Germánico
- 91. Paulina: Mujer romana, de los tiempos de Tiberio, que acudía al templo de Isis y que, creyendo allí estar en comunión con el dios Anubis, del que era muy devota, estaba siendo engañada por un tal Mundo, que la había estado cortejando antes.[44]
- 92. Julia Agripina: Emperatriz romana desde el 6 de noviembre del año 15 hasta el 23 de marzo del año 59 d. C. Fue hija de Agripina la Mayor. Sus esposos fueron Cneo Domicio Enobarbo, Cayo Salustio Crispo Pasieno y el emperador Claudio. Fue madre del emperador Nerón.
- 93. Epicaris: Liberta que fue torturada para que revelara lo que sabía sobre la Conjura de Pisón.
- 94. Pompeya Paulina: Fue esposa del escritor, filósofo y político Séneca.
- 95. Popea Sabina: Fue esposa del senador Rufrio Crispino; y después, de dos emperadores romanos: primero, de Otón; después, de Nerón.
- 96. Triaria: Fue la segunda esposa de Lucio Vitelio.
- 97. Faltonia Betitia Proba: Fue una poetisa, esposa del político romano Clodio Celsino Adelfio.
- 98. Faustina la Menor: Hija del emperador Antonino Pio y la emperatriz Faustina la Mayor. Fue emperatriz y esposa del emperador Marco Aurelio
- 99. Julia Soemias, madre del emperador Heliogábalo.
- 100. Zenobia: Fue reina de Palmira y Egipto entre 267 y 272. Fue esposa de Septimio Odenato.
- 101. Papisa Juana: Legendaria mujer inglesa de quien se decía que disfrazada de hombre fue papa entre 855 u 857.
- 102. Irene de Atenas: Emperatriz del Imperio bizantino, esposa del emperador León IV .
- 103. Gualdrada Berti: Miembro de la nobleza del siglo XII en Florencia.
- 104. Constanza I de Sicilia, Emperatriz de Roma y reina de Sicilia, esposa de Enrique VI
- 105. Camiola:[45] Hija de Lorenzo de Turingia.
- 106. Juana I de Nápoles: reina de Nápoles y de Sicilia, esposa de Andrés I de Nápoles, Luis de Tarento y Jaime IV de Mallorca.